# 王振有
王振有（1954年10月—），男，汉族，辽宁鞍山人，中华人民共和国政治人物，曾任武汉钢铁(集团)公司党委书记、副总经理，湖北省政协副主席、党组成员。